# Тимощина
Тимощина (серб. Тимочка Крајина, досл. «Тимоцька Країна») — історико-географічна область Сербії. Розташована на сході країни.

## Міста
- Заєчар
- Бор
- Княжеваць
- Сокобання
- Кладове
- Болєваць
- Майданпек

## Населення
- Серби = 243.148 (85.58%)
- Влахи (ru) = 22,636 (8%)
- Роми (Цигани) = 2,723 (1%)

| Прапор Сербії | Це незавершена стаття про Сербію. Ви можете допомогти проєкту, виправивши або дописавши її. |